# Saison 2010-2011 des Celtics de Boston
La saison 2010-2011 des Celtics de Boston est la 65e saison de basket-ball de la franchise américaine de la National Basketball Association (généralement désignée par le sigle NBA)
Les Celtics sortent d’une défaite en Finales NBA face à leurs rivaux, les Lakers de Los Angeles, en sept matchs. Le 30 juin 2010, Doc Rivers a annoncé qu’il retournerait entraîner les Celtics après avoir spéculé qu’il démissionnerait afin de passer du temps avec sa famille.
L'équipe joue toutes leurs rencontres à domicile dans un TD Garden à guichets fermés. Entraînée par Doc Rivers, elle réussit à terminer en tête de la saison régulière de la Division Atlantique et troisième de la Conférence Est.
Dans les playoffs, les Celtics ont balayé les Knicks de New York au premier tour pour avancer en demi-finale de conférence, où ils ont fait face au Heat de Miami. La nouvelle équipe du Heat, avec les ajouts de LeBron James et Chris Bosh, s’est avérée trop forte pour les Celtics et a facilement remporté la série en cinq matchs, éliminant Boston des séries éliminatoires. À l'issue de la saison, Shaquille O'Neal a pris sa retraite après avoir joué 19 saisons dans la ligue.
Le Big Four composé de Kevin Garnett, Paul Pierce, Ray Allen, Rajon Rondo et l’entraîneur Doc Rivers ont représenté la Conférence Est au NBA All-Star Game 2011 à Los Angeles.

## Draft
| Tour | Choix | Joueur         | Poste | Nationalité | Provenance |
| ---- | ----- | -------------- | ----- | ----------- | ---------- |
| 1    | 19    | Avery Bradley  | SG    | États-Unis  | Texas      |
| 2    | 52    | Luke Harangody | PF    | États-Unis  | Notre Dame |

## Classements de la saison régulière
| Conférence Est | Conférence Est         | Conférence Est | Conférence Est | Conférence Est | Conférence Est |  |
| No             | Franchise              | V              | D              | PCT            | GB             |  |
| -------------- | ---------------------- | -------------- | -------------- | -------------- | -------------- |  |
| 1              | Bulls de Chicago       | 62             | 20             | 75,6 %         | -              |  |
| 2              | Heat de Miami          | 58             | 24             | 70,7 %         | 04.0           |  |
| 3              | Celtics de Boston      | 56             | 26             | 68,3 %         | 06.0           |  |
| 4              | Magic d'Orlando        | 52             | 30             | 63,4 %         | 10.0           |  |
| 5              | Hawks d'Atlanta        | 44             | 38             | 53,7 %         | 18.0           |  |
| 6              | Knicks de New York     | 42             | 40             | 51,2 %         | 20.0           |  |
| 7              | 76ers de Philadelphie  | 41             | 41             | 50,0 %         | 21.0           |  |
| 8              | Pacers de l'Indiana    | 37             | 45             | 45,1 %         | 25.0           |  |
|                |                        |                |                |                |                |  |
| 9              | Bucks de Milwaukee     | 35             | 47             | 42,7 %         | 27.0           |  |
| 10             | Bobcats de Charlotte   | 34             | 48             | 41,5 %         | 28.0           |  |
| 11             | Pistons de Détroit     | 30             | 52             | 36,6 %         | 32.0           |  |
| 12             | Nets du New Jersey     | 24             | 58             | 29,3 %         | 38.0           |  |
| 13             | Wizards de Washington  | 23             | 59             | 28,0 %         | 39.0           |  |
| 14             | Raptors de Toronto     | 22             | 60             | 26,8 %         | 40.0           |  |
| 15             | Cavaliers de Cleveland | 19             | 63             | 23,2 %         | 43.0           |  |

| Division Atlantique   | V  | D  | PCT    | GB   | Dom   | Ext   | Div  | Conf  |
| --------------------- | -- | -- | ------ | ---- | ----- | ----- | ---- | ----- |
| Celtics de Boston     | 56 | 26 | 68,3 % | -    | 33-8  | 23-18 | 13-3 | 37-15 |
| Knicks de New York    | 42 | 40 | 51,2 % | 14.0 | 23-18 | 19-22 | 10-6 | 28-24 |
| 76ers de Philadelphie | 41 | 41 | 50,0 % | 15.0 | 26-15 | 15-26 | 9-7  | 25-27 |
| Nets du New Jersey    | 24 | 58 | 29,3 % | 32.0 | 19-22 | 5-36  | 3-13 | 13-39 |
| Raptors de Toronto    | 22 | 60 | 26,8 % | 34.0 | 16-25 | 6-35  | 5-11 | 14-38 |

## Effectif
Note : IN = Blessé

## Statistiques

### Saison régulière
| Joueur           | MJ | MC | MPG  | FG%  | 3P%  | FT%   | RPG | APG  | SPG | BPG | PPG  |
| ---------------- | -- | -- | ---- | ---- | ---- | ----- | --- | ---- | --- | --- | ---- |
| Ray Allen        | 80 | 80 | 36.1 | .491 | .444 | .881  | 3.4 | 2.7  | 1.0 | .2  | 16.5 |
| Carlos Arroyo    | 15 | 1  | 12.7 | .314 | .600 | .917  | 1.5 | 1.7  | .5  | .0  | 2.4  |
| Avery Bradley    | 31 | 0  | 5.2  | .343 | .000 | .500  | .5  | .4   | .3  | .0  | 1.7  |
| Marquis Daniels  | 49 | 0  | 19.1 | .491 | .190 | .684  | 2.3 | 1.3  | .8  | .4  | 5.5  |
| Glen Davis       | 78 | 13 | 29.5 | .448 | .133 | .736  | 5.4 | 1.2  | 1.0 | .4  | 11.7 |
| Semih Erden      | 36 | 7  | 14.3 | .604 | .000 | .630  | 2.9 | 0.5  | 0.4 | 0.6 | 4.2  |
| Kevin Garnett    | 71 | 71 | 31.3 | .528 | .200 | .862  | 8.9 | 2.4  | 1.3 | .8  | 14.9 |
| Jeff Green       | 26 | 2  | 23.4 | .485 | .296 | .794  | 3.3 | .7   | .5  | .6  | 9.8  |
| Luke Harangody   | 16 | 0  | 19.1 | .413 | .244 | .778  | 4.3 | .8   | .6  | .6  | 6.9  |
| Chris Johnson    | 4  | 0  | 8.0  | .667 | .000 | 1.000 | 1.3 | .3   | .0  | .8  | 1.5  |
| Nenad Krstić     | 24 | 20 | 23.0 | .537 | .000 | .750  | 5.3 | .3   | .3  | .3  | 9.1  |
| Troy Murphy      | 17 | 0  | 10.5 | .421 | .100 | .846  | 2.2 | .4   | .5  | .1  | 2.6  |
| Jermaine O'Neal  | 24 | 10 | 18.0 | .459 | .000 | .674  | 3.7 | .5   | .1  | 1.2 | 5.4  |
| Shaquille O'Neal | 37 | 36 | 20.3 | .667 | .000 | .557  | 4.8 | 0.7  | .4  | 1.1 | 9.2  |
| Sasha Pavlović   | 17 | 0  | 8.8  | .462 | .500 | .400  | .8  | .2   | .3  | .0  | 1.8  |
| Kendrick Perkins | 12 | 7  | 26.1 | .542 | .000 | .575  | 8.1 | .8   | .2  | .8  | 7.3  |
| Paul Pierce      | 80 | 80 | 34.7 | .497 | .374 | .860  | 5.4 | 3.3  | 1.0 | .6  | 18.9 |
| Nate Robinson    | 55 | 11 | 17.9 | .404 | .328 | .825  | 1.6 | 1.9  | .5  | .1  | 7.1  |
| Rajon Rondo      | 68 | 68 | 37.2 | .475 | .233 | .568  | 4.4 | 11.2 | 2.2 | .2  | 10.6 |
| Von Wafer        | 58 | 2  | 9.5  | .421 | .269 | .842  | .8  | .6   | .3  | .1  | 3.2  |
| Delonte West     | 24 | 2  | 18.9 | .458 | .364 | .867  | 1.5 | 2.7  | 0.8 | .4  | 5.6  |

### Playoffs
| Joueur           | MJ | MC | MPG  | FG%  | 3P%  | FT%  | RPG  | APG | SPG | BPG | PPG  |
| ---------------- | -- | -- | ---- | ---- | ---- | ---- | ---- | --- | --- | --- | ---- |
| Ray Allen        | 9  | 9  | 40.1 | .523 | .571 | .960 | 3.8  | 2.4 | 1.2 | 0.1 | 18.9 |
| Glen Davis       | 9  | 0  | 21.2 | .391 | .000 | .727 | 3.6  | 0.9 | 0.3 | 0.0 | 4.9  |
| Kevin Garnett    | 9  | 9  | 36.4 | .441 | .000 | .759 | 10.9 | 2.6 | 1.9 | 1.0 | 14.9 |
| Jeff Green       | 9  | 0  | 19.2 | .434 | .438 | .722 | 2.7  | 0.2 | 0.6 | 0.4 | 7.3  |
| Nenad Krstić     | 7  | 0  | 8.0  | .625 | -    | .667 | 1.7  | 0.3 | 0.0 | 0.6 | 1.7  |
| Troy Murphy      | 1  | 0  | 3.0  | -    | -    | -    | 1.0  | 0.0 | 0.0 | 0.0 | 0.0  |
| Jermaine O'Neal  | 9  | 9  | 21.9 | .488 | -    | .909 | 4.2  | 0.9 | 0.2 | 1.8 | 5.8  |
| Shaquille O'Neal | 2  | 0  | 6.0  | .500 | -    | .000 | 0.0  | 0.5 | 0.5 | 0.0 | 1.0  |
| Paul Pierce      | 9  | 9  | 38.1 | .459 | .447 | .882 | 5.0  | 2.8 | 1.3 | 0.4 | 20.8 |
| Rajon Rondo      | 9  | 9  | 38.3 | .477 | .000 | .632 | 5.4  | 9.6 | 1.1 | 0.0 | 14.0 |
| Von Wafer        | 3  | 0  | 1.7  | .000 | .000 | -    | 0.3  | 0.0 | 0.0 | 0.0 | 0.0  |
| Delonte West     | 9  | 0  | 18.9 | .468 | .368 | .800 | 1.9  | 1.3 | 0.6 | 0.0 | 6.6  |

## Récompenses

### Saison
- Le 1er novembre 2010, Rajon Rondo est nommé joueur de la semaine de la conférence Est[3].
- Le 1er décembre 2010, Doc Rivers est nommé entraîneur du mois de novembre pour la conférence Est[4].
- Le 20 décembre 2010, Paul Pierce est nommé joueur de la semaine de la conférence Est[5].

### All-Star
- Doc Rivers et son staff ont obtenu le droit d'entraîner l'équipe de la conférence Est pour le NBA All-Star Game 2011[6].
- Rajon Rondo est sélectionné pour son 2e All-Star Game.
- Ray Allen est sélectionné pour son 10e All-Star Game.
- Paul Pierce est sélectionné pour son 9e All-Star Game.
- Kevin Garnett est sélectionné pour son 14e All-Star Game.

### Records
- Paul Pierce est devenu le 3e joueur des Celtics à inscrire plus de 20 000 points dans la franchise, rejoignant Larry Bird et John Havlicek[7].
- Le 8 janvier 2011, Boston rejoint les Lakers de Los Angeles comme les seules franchises ayant remporté 3 000 victoires en saison régulière.
- Le 10 février 2011, Ray Allen devient le tireur à trois points le plus prolifique de tous les temps, dépassant Reggie Miller avec 2 561 paniers à trois points inscrits en carrière, en saison régulière[8].

## Transactions

### Résumé
| Arrivées Via Draft - Avery Bradley - Luke Harangody Via Free Agency - Jermaine O'Neal (de Miami) - Von Wafer (de Dallas) - Shaquille O'Neal (de Cleveland) - Delonte West (de Cleveland) - Troy Murphy (de New Jersey) - Sasha Pavlović (de New Orleans) - Carlos Arroyo (de Miami) Via Échange - Jeff Green (d'Oklahoma City) - Nenad Krstić (d'Oklahoma City) | Départs Via Free Agency - Tony Allen (vers Memphis) - Shelden Williams (vers Denver) - Brian Scalabrine (vers Chicago) Via Échange - Kendrick Perkins (vers Oklahoma City) - Nate Robinson (vers Oklahoma City) - Semih Erden (vers Cleveland) - Luke Harangody (vers Cleveland) - Marquis Daniels (vers Sacramento) Libérés - Rasheed Wallace - Oliver Lafayette - Tony Gaffney |

### Échanges
| 24 février | Vers les Celtics de Boston - Jeff Green - Nenad Krstić - Premier tour de draft 2012 protégé | Vers le Thunder d'Oklahoma City - Kendrick Perkins - Nate Robinson       |
| 24 février | Vers les Celtics de Boston - Second tour de draft 2013                                      | Vers les Cavaliers de Cleveland - Semih Erden - Luke Harangody           |
| 24 février | Vers les Celtics de Boston - Second tour de draft 2017                                      | Vers les Kings de Sacramento - Marquis Daniels - Compensation financière |

### Agents libres

#### Arrivées
| Joueur           | Contrat                           | Ancienne équipe                    |
| ---------------- | --------------------------------- | ---------------------------------- |
| Semih Erden      | Contrat d'un an                   | Fenerbahçe Ülker                   |
| Avery Bradley    |                                   | Celtics de Boston (renouvellement) |
| Paul Pierce      | Contrat de 61 000 000 $ sur 4 ans | Celtics de Boston (renouvellement) |
| Ray Allen        | Contrat de 20 000 000 $ sur 2 ans | Celtics de Boston (renouvellement) |
| Jermaine O'Neal  | Contrat de 11 600 000 $ sur 2 ans | Heat de Miami                      |
| Nate Robinson    | Contrat de 8 000 000 $ sur 2 ans  | Knicks de New York                 |
| Marquis Daniels  | Contrat de 2 0500 000 $ sur 1 an  | Pacers de l'Indiana                |
| Carlos Arroyo    |                                   | Heat de Miami                      |
| Shaquille O'Neal | Contrat de 2 ans                  | Cavaliers de Cleveland             |
| Luke Harangody   | Contrat de 2 ans                  | Spurs de San Antonio               |
| Delonte West     |                                   | Cavaliers de Cleveland             |
| Chris Johnson    | Contrat de dix jours              | Trail Blazers de Portland          |
| Troy Murphy      |                                   | Nets du New Jersey                 |

#### Départs
| Joueur           | Raison du départ | Nouvelle équipe      |
| ---------------- | ---------------- | -------------------- |
| Tony Allen       | Agent libre      | Grizzlies de Memphis |
| Shelden Williams | Agent libre      | Nuggets de Denver    |
| Rasheed Wallace  | Libéré           | Knicks de New York   |
| Brian Scalabrine | Agent libre      | Bulls de Chicago     |
| Tony Gaffney     | Libéré           | Türk Telekom B.K.    |